# Мортон Гроув (Илиноис)
Мортон Гроув (енгл. Morton Grove) град је у америчкој савезној држави Илиноис.

## Демографија
По попису из 2010. године број становника је 23.270, што је 819 (3,6%) становника више него 2000. године.
| Група             | 2000.          | 2010.          |
| Белци             | 15.938 (71,0%) | 14.426 (62,0%) |
| Афроамериканци    | 142 (0,6%)     | 280 (1,2%)     |
| Азијати           | 4.980 (22,2%)  | 6.527 (28,0%)  |
| Хиспаноамериканци | 988 (4,4%)     | 1.504 (6,5%)   |
| Укупно            | 22.451         | 23.270         |